# بخش مرکزی شهرستان خفر
بخش مرکزی، یکی از بخش‌های شهرستان خفر در استان فارس ایران است. مرکز این بخش، شهر باب‌انار است.

## تقسیمات کشوری
- بخش مرکزی شهرستان خفر
  - دهستان گل برنجی
  - دهستان علی‌آباد
  - دهستان سفیدار
  - دهستان خفر

شهر: باب‌انار

## جمعیت
بر پایه سرشماری عمومی نفوس و مسکن در سال ۱۳۹۵، جمعیت بخش مرکزی شهرستان خفر برابر با ۲۸٬۰۷۹ نفر بوده است.